# Nowy Dwór (Elbląg)
Nowy Dwór (deutsch Neuguth) ist ein Ort in der polnischen Woiwodschaft Ermland-Masuren. Er gehört zur Gmina Elbląg (Landgemeinde Elbing) im Powiat Elbląski (Kreis Elbing).

## Geographische Lage
Nowy Dwór liegt im nördlichen Westen der Woiwodschaft Ermland-Masuren, sieben Kilometer  westlich der früheren Kreisstadt Preußisch Holland (polnisch Pasłęk) bzw. zwölf Kilometer südöstlich der heutigen Kreismetropole Elbląg (deutsch Elbing).

## Geschichte
Das einstige Neugut (Schreibweise Neuguth erst nach 1898) bestand aus einem großen Hof und war ein Vorwerk in der Gemeinde Weeskenhof (polnisch Rzeczna) im ostpreußischen Kreis Preußisch Holland. 1785 wurde der Ort als ein königliches Vorwerk mit fünf Feuerstellen erwähnt, 1820 als ebensolches mit drei Feuerstellen bei 33 Einwohnern. Im Jahre 1910 zählte Neuguth 49 Einwohner.
In Kriegsfolge kam 1945 das gesamte südliche Ostpreußen zu Polen. Neuguth erhielt die polnische Namensform „Nowy Dwór“ und ist heute eine Ortschaft im Verbund der Gmina Elbląg (Landgemeinde Elbing) im Powiat Elbląski (Kreis Elbing), von 1975 bis 1998 der Woiwodschaft Elbląg, seither der Woiwodschaft Ermland-Masuren zugehörig.

## Religion
Bis 1945 war Neuguth sowohl in die evangelische Kirche Hirschfeld (polnisch Jelonki) in der Kirchenprovinz Ostpreußen der Kirche der Altpreußischen Union eingegliedert, als auch in die römisch-katholische Pfarrei St. Josef in Preußisch Holland (polnisch Pasłęk).
Heute gehört Nowy Dwór evangelischerseits zur St.-Georgs-Kirche Pasłęk in der Diözese Masuren der Evangelisch-Augsburgischen Kirche in Polen und katholischerseits zur Pfarrei in Jelonki (Hirschfeld) im Bistum Elbląg.

## Verkehr
Nowy Dwór liegt an einer Nebenstraße, die in Krosno (Krossen) von der Woiwodschaftsstraße 527 abzweigt und über Drużno (Drausenhof) bis nach Dłużyna (Langenreihe) verläuft. Eine Bahnanbindung besteht nicht.